# Čazma
Čazma (Hongaars: Csázma) is een gemeente in de Kroatische provincie Bjelovar-Bilogora.
Čazma telt 8895 inwoners.

## Plaatsen in de gemeente
Andigola, Bojana, Bosiljevo, Cerina, Čazma, Dapci, Dereza, Donji Draganec, Donji Dragičevci, Donji Lipovčani, Donji Miklouš, Gornji Draganec, Gornji Dragičevci, Gornji Lipovčani, Gornji Miklouš, Grabik, Grabovnica, Komuševac, Marčani, Martinac, Milaševac, Novo Selo, Općevac, Palančani, Pavličani, Pobjenik, Pobrđani, Prnjarovac, Prokljuvani, Sišćani, Sovari, Suhaja, Vagovina, Vrtlinska, Vučani en Zdenčec.
Steden (gradovi): Bjelovar · Čazma · Daruvar · Garešnica · Grubišno Polje

Gemeenten (općine): Berek · Dežanovac · Đulovac · Hercegovac · Ivanska · Kapela · Končanica · Nova Rača · Rovišće · Severin · Sirač · Šandrovac · Štefanje · Velika Pisanica · Velika Trnovitica · Veliki Grđevac · Veliko Trojstvo · Zrinski Topolovac